# Никанор (сатрап Гандхары)

Карта деления империи Ахеменидов на сатрапии.

Никанор (др.-греч. Νικάνωρ) — македонский сатрап в IV веке до н. э.

## Биография
Никанор был одним из «друзей» Александра Македонского. В 327 году до н. э. царь назначил Наканора на должность гиппарха Александрии Кавказской вместо не справившегося со своими обязанностями Нилоксена. Сатрапом провинции стал перс Тириесп, заменивший отстранённого Проекса.
Несколько позже Никанору были переданы в управление только что захваченные «земли по ту сторону Инда» (Гандхара). Но вскоре он был убит в результате восстания ассакенов. Сатрапия Никанора перешла к Филиппу.